# تمبييتو سان بييرتو في مونتوريو

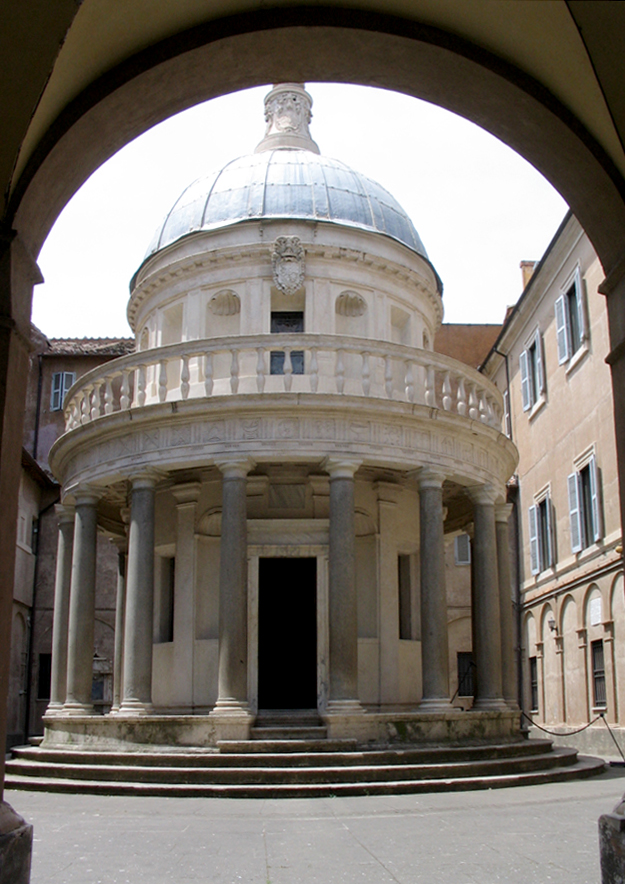
التمبييتو في فناء الكنيسة.

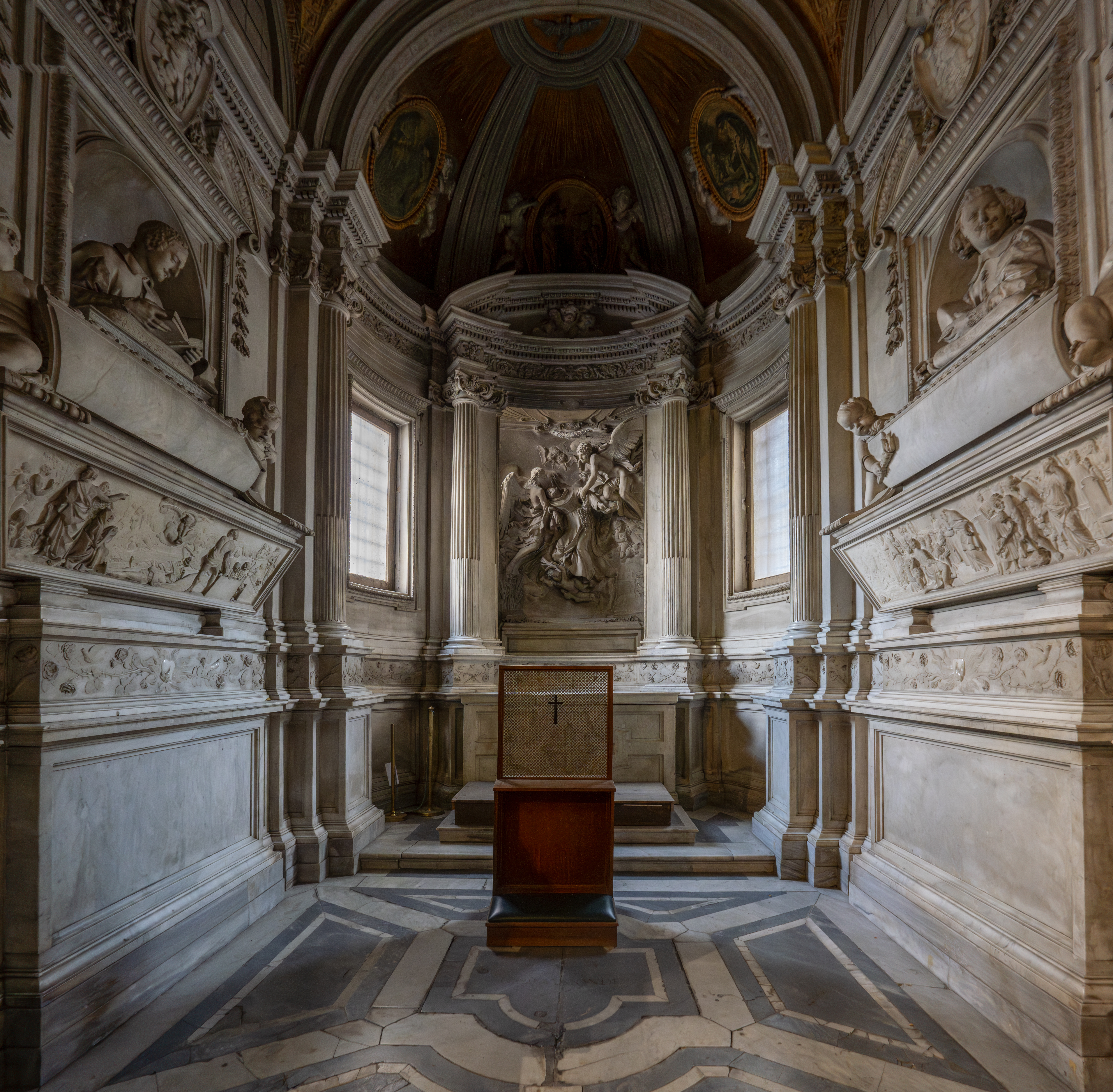
من الداخل.

سان بييرتو في مونتوريو (بالإيطالية: San Pietro in Montorio)‏ هي كنيسة في روما في إيطاليا. تضم في فنائها تمبييتو (معبد) أو (نصبًا تذكاريًا صغيرًا) بناه دوناتو برامانتي.